# Dextrarum iunctio

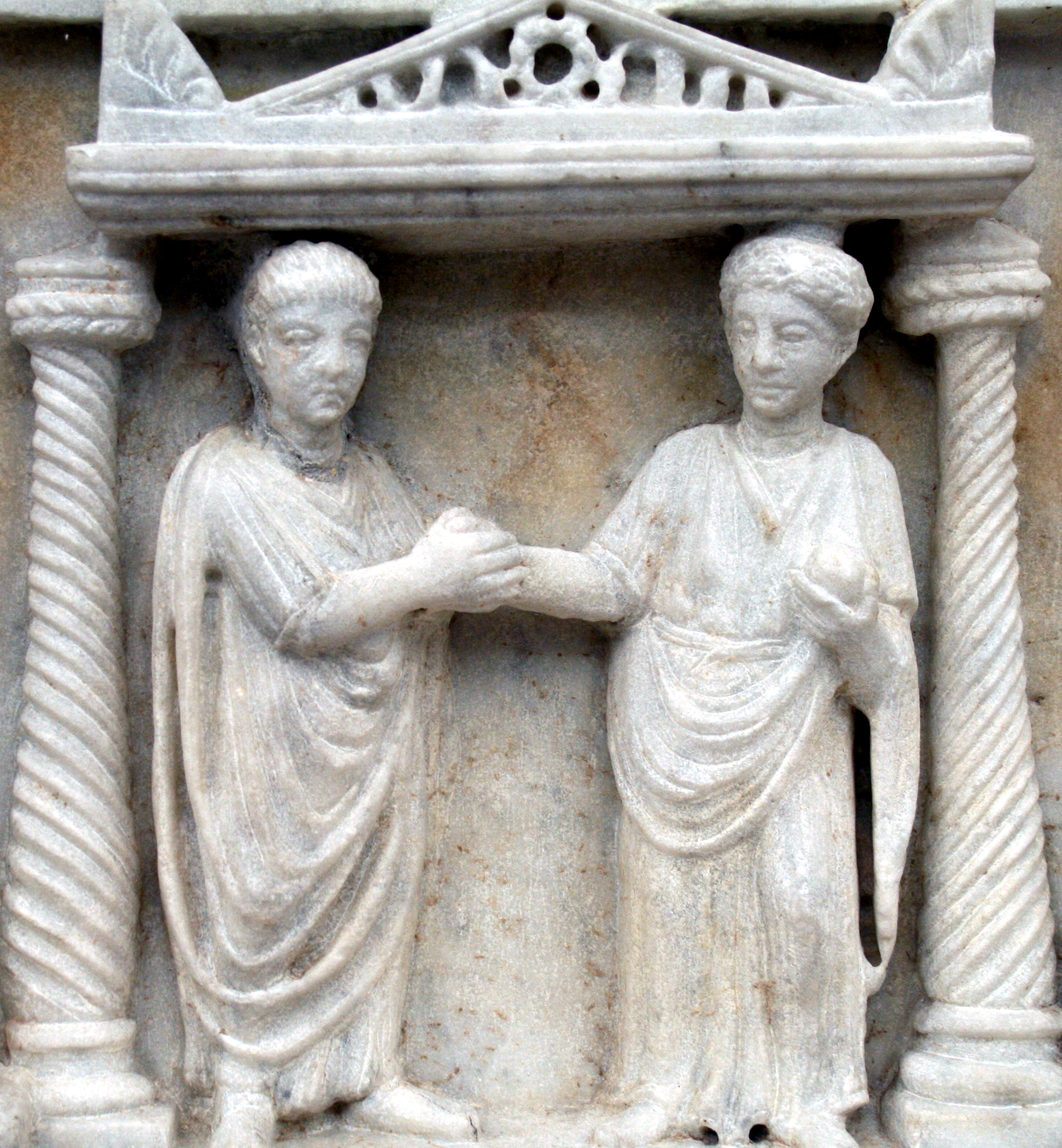
Römische Eheschließung mit Dextrarum iunctio auf einer Urne (Museo delle Terme di Diocleziano, Rom)

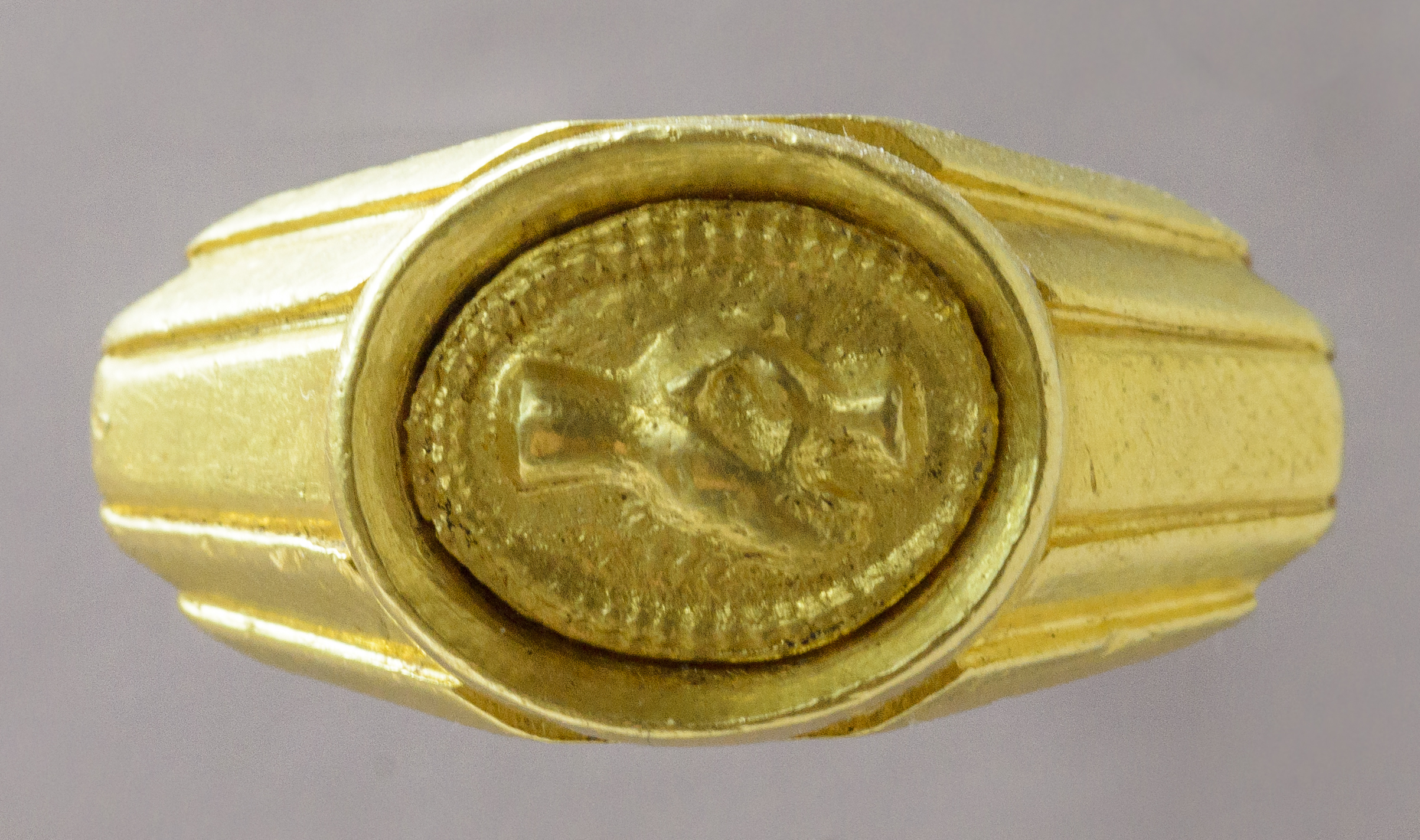
Dextrarum iunctio auf einem Goldfingerring aus dem Schatz von Lyon-Vaise.

Die Dextrarum iunctio (lateinisch für 'Verbindung der Rechten') war ein Teil eines antiken römischen Hochzeitsbrauches. Traditionell werden bei dieser Zeremonie die Brautleute durch eine verheiratete Frau zusammengeführt, sie reichen sich dann die rechten Hände; anschließend wird ein unblutiges Opfer gebracht.
Darstellungen der Dextrarum iunctio sind in der römischen Kunst geläufig, beispielsweise auf Sarkophagen.